# Nonanal
Nonanal, aldehyd pelargonowy, CH
3(CH
2)
7CHO – organiczny związek chemiczny z grupy aldehydów występujący naturalnie w niektórych olejkach eterycznych, m.in. w olejku cynamonowym, olejku cytronelowym, olejku cytrynowym i olejku różanym, oraz wytwarzany przez ludzkie ciało. Badania przeprowadzone na Uniwersytecie Kalifornijskim w Davis wykazały, że związek ten najsilniej wabi komary pospolite i działa synergicznie z dwutlenkiem węgla.
Można go otrzymać poprzez katalityczne odwodornienie nonanolu lub hydroformylowanie 1-oktenu, a także w reakcji kwasu mrówkowego z kwasem pelargonowym na katalizatorze z tlenku tytanu(IV).
W syntezie chemicznej może służyć m.in. do otrzymywania alkoholu izostearylowego i dekanalu. Znajduje także zastosowanie w przemyśle perfumeryjnym.